# 姜店镇
姜店镇，是中华人民共和国山東省聊城市高唐县下辖的一个乡镇级行政单位。

## 行政区划
姜店镇下辖以下地区：
鲁庄村、尚官屯村、王楼村、辛店村、唐楼村、坟台村、西郭村、王仙村、梁庄村、刘庄村、王奉村、姜店社区村、大董庄村、换马刘村、南街社区村、钟庄村、栾屯村、佟官屯村和天宫庙村。